# 礼砲

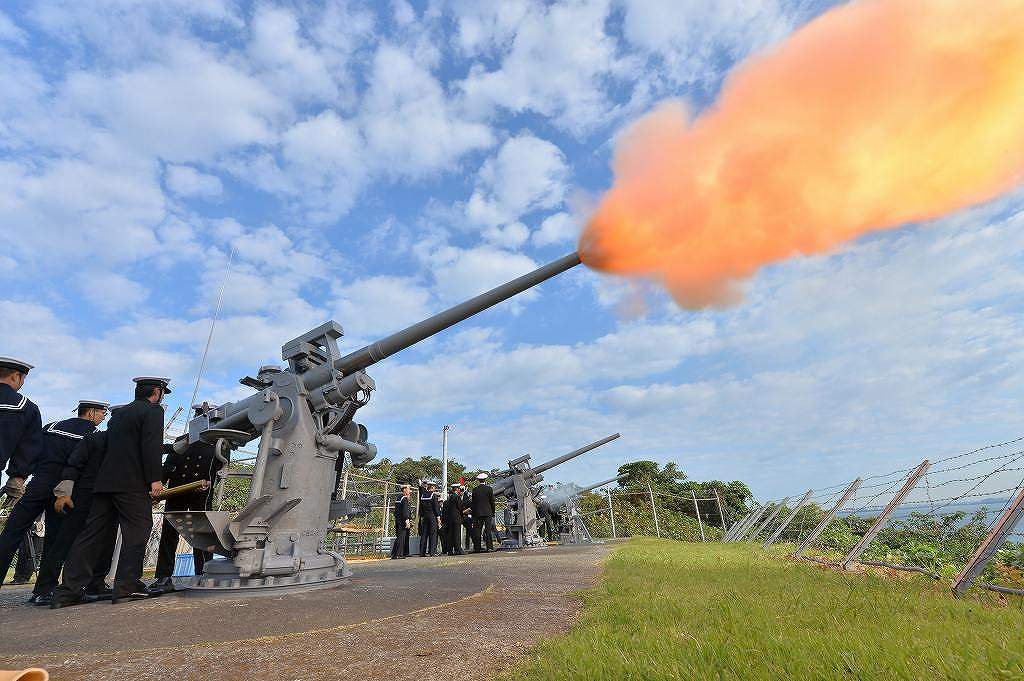
海上自衛隊観音崎礼砲台における礼砲

礼砲（れいほう）とは、国際儀礼上行われている、大砲を使用した、軍隊における礼式の一種である。空包を発射し、敬意を表明する。英語では「Gun Salutes」という。

## 概要
かつての大砲（前装砲）は連射ができず、大量の煤を発生させる黒色火薬を用いていたため、再装填するには砲身の清掃や砲薬の充填などの作業が必要であった。そこで空包の発射によって予め実弾が装填されていないことを証明し、敵意のないことを示すために行われたのが起源といわれている。1600年代ごろには実弾が使われていたため、当時書かれた『東インドへの航海』には船員の葬儀で発射された礼砲の流れ弾で船長と水夫副長が死亡したという記述が残されている。
通常は実際に使われている火砲に空砲を用いて行われるのが通例だが、ヨーロッパでは儀礼用として古式の大砲を保管している国もあり、デンマーク軍では王室の慶事で行う礼砲射撃に1760年代に製造された12ポンド砲を使用している。またアメリカ海軍の記念艦コンスティチューションにはフリゲート時代の大砲がそのまま装備され、礼砲射撃に活用されている。
この他にも現役を引退した火砲の一部を礼砲用に再整備している国もあり、アメリカ陸軍第3歩兵連隊所属大統領礼砲小隊（Presidential Salute Guns Platoon）では礼砲用として退役したM5 3インチ砲を黒色に塗装して使っている。
構造上実弾を発砲できない「礼砲専用の砲」というものもあり、中世や近世の火砲の外観を模したレプリカが製造されて用いられていることもある。現用のものとしても、艦艇の装備品として見られる他、ドイツのヘッケラー&コッホ社では陸上用として空砲専用の『HK saluting gun(M635)』を製造、販売している。

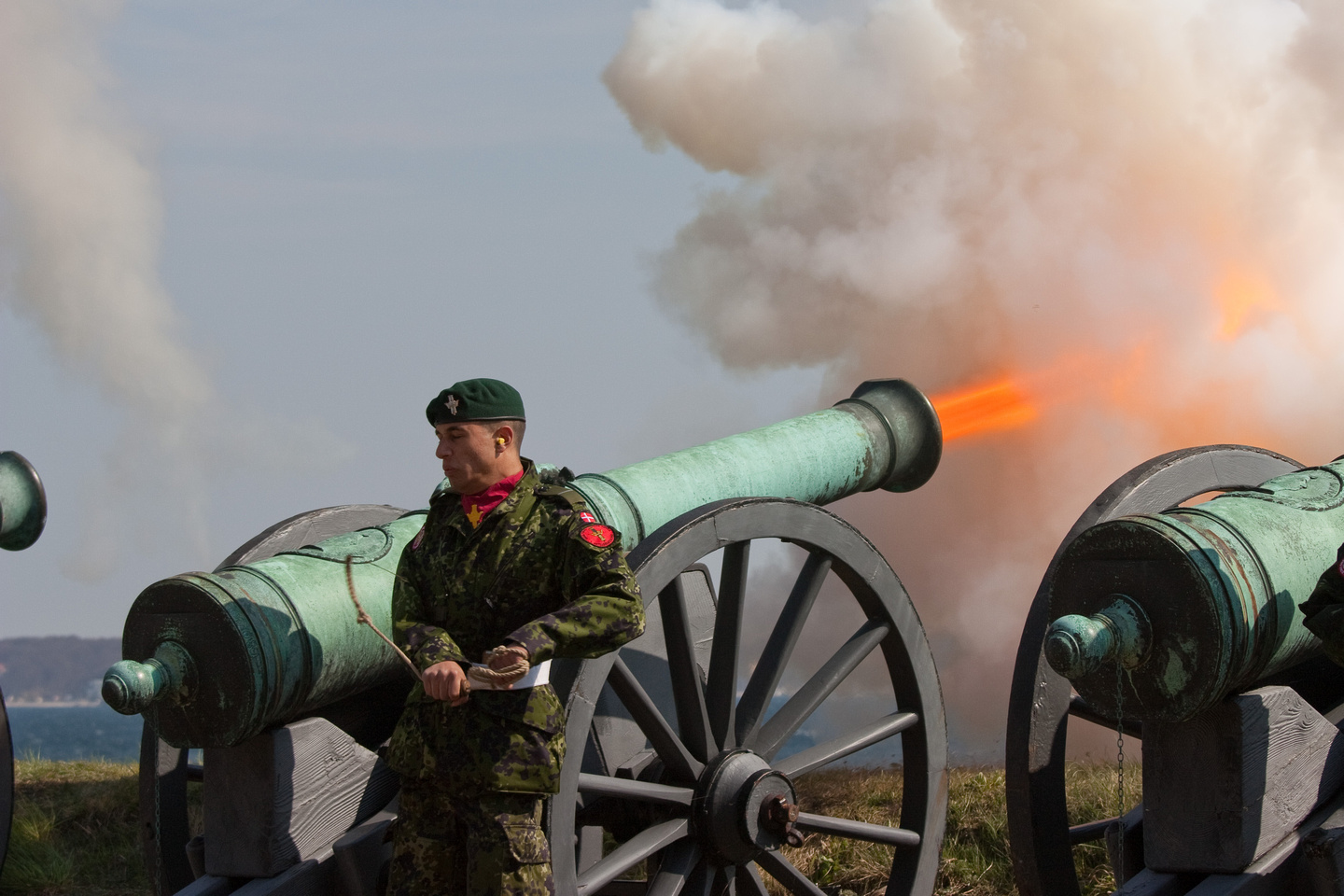
2009年4月16日、マルグレーテ2世の誕生日を祝いクロンボー城にて12ポンド青銅砲を用いて礼砲射撃を行うデンマーク軍
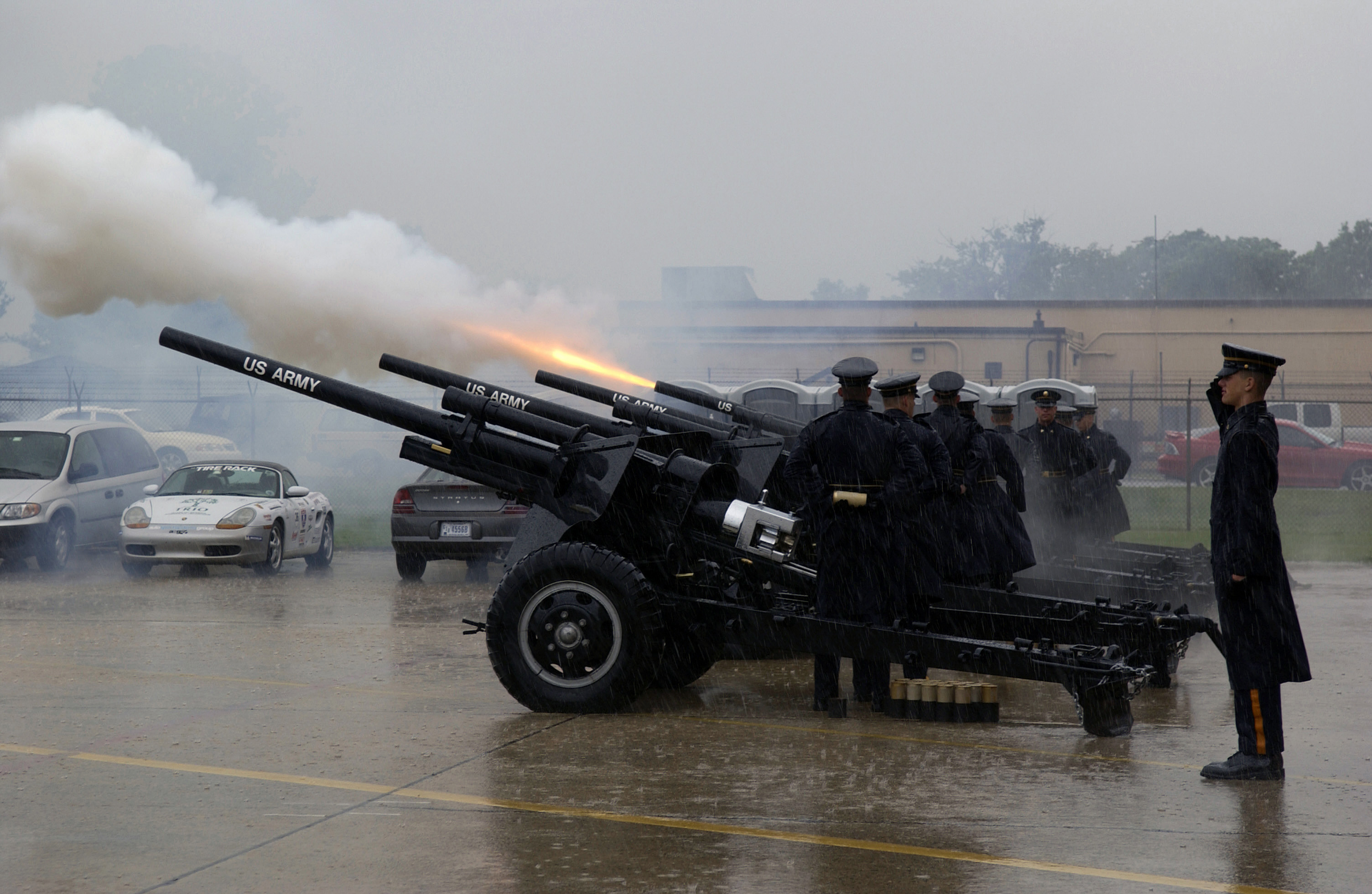
アメリカ陸軍第3歩兵連隊に所属する大統領礼砲小隊(Presidential Salute Guns Platoon)による、M5 3インチ砲を用いた礼砲射撃 （2005年5月20日撮影）
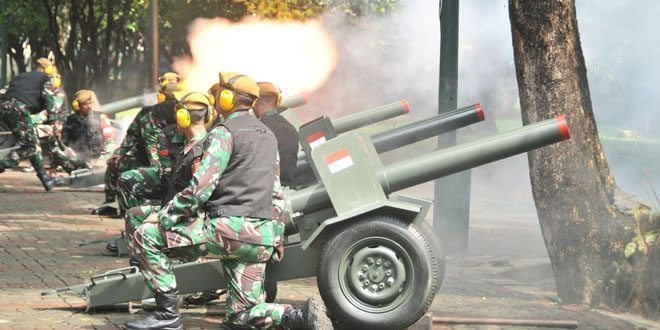
2016年8月17日、ジャカルタのモナスで開催された第71回インドネシア独立記念日の式典でHK  saluting gun(M635)による礼砲射撃を実施する、インドネシア陸軍第7野戦砲大隊(インドネシア語版)の礼砲部隊 M635は低姿勢砲架に防盾のついた仕様となっている
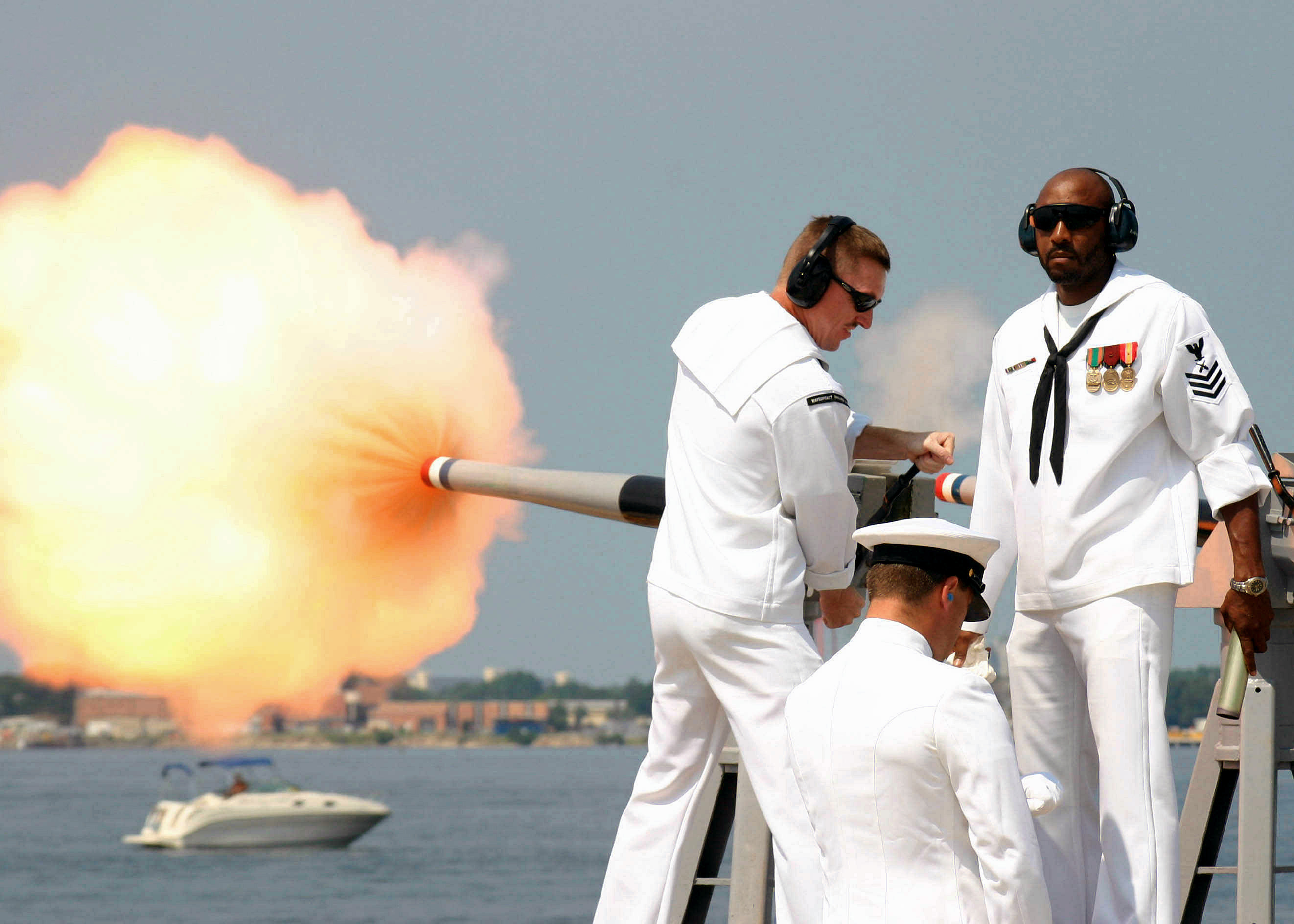
40mm礼砲を用いた、米海軍による礼砲射撃の実施

## 礼砲の数
礼砲の数は、受礼者の等級によって異なり、一般的には次の通りであるが、国によっては細部に差異があることもある。受礼者としては主に国家元首・外交官・将官などが想定されている。
1. 元首（天皇・国王・大統領など）、皇族、国旗 21発[2][3]
2. 副大統領、首相、国賓 19発[2][3]
3. 閣僚、特命全権大使、大将（統合・陸上・海上・航空幕僚長） 17発[2][3]
4. 特命全権公使、中将（陸・海・空将） 15発[2][3]
5. 臨時代理大使、少将（陸・海・空将補） 13発[2][3]
6. 臨時代理公使、総領事、准将11発[2][3]
7. 領事 7発

礼砲の習慣が行なわれるようになった当初は、礼砲は奇数、弔砲は偶数という慣例があっただけで、発射数に制限はなく、際限なく発射されていた。王政復古した直後のイギリスでは、苦しい財政事情の中で海軍の再建と拡充を行なわなければならなかった。そこで1675年、当時の海軍本部書記官長サミュエル・ピープスが経費節減の一環として礼砲の発射数を規定し、最大発射数を21発とした。この時定められた発射数が現在に至るまで踏襲されている。なお、礼砲実施中はマストに相手国の国旗や軍艦旗を掲揚する。礼砲射撃の間隔は、5秒ごとが標準とされ、自衛隊の実施要領でも3から5秒とされている。
イギリス王室の特に重要な行事においては、「62発の礼砲」が用いられる。礼砲隊はロンドン塔と市内の王立公園（ハイドパークまたはグリーンパーク）の二箇所に配置される。通常の21発（皇礼砲）に続いて、20発（ロンドン塔と王立公園のためにそれぞれ20発）、さらに21発（王都ロンドンのために）、計62発となる。
2024年6月、天皇・皇后が訪英した際の例では、41発の礼砲で迎えられた。

## 日本における運用

### 旧日本軍の礼砲
旧日本軍の海軍礼砲は、海軍礼砲令に以下の規定がなされていた。
1. 皇礼砲 天皇、太皇太后、皇太后及び皇后に対しては21発、他の皇族に対しては公式の時に限り同数の礼砲を行なう。
2. 軍艦が外国領海内に入り答砲し得る軍艦、砲台がある場合は当該国の国旗に対し21発の礼砲を行なう。
3. 天長節、紀元節その他特別の祝典に際しては皇礼砲を行なう。
4. 海軍武官に対しては海軍大臣、軍令部総長、特命検閲使および海軍大将に対しては17発、海軍中将に対しては15発、海軍少将に対しては13発、代将司令官である大佐に対しては11発。
5. 台湾総督、朝鮮総督及び関東長官に対しては17発。
6. その他文官に対しては、特命全権大使に19発、特命全権公使に15発、弁理公使に13発、代理大使及び公使に11発、総領事に9発、領事に7発、代理領事に5発。

これらの礼砲を施行する艦には武官に対する時は大檣頂にその将旗を掲げ、文官に対する時は前檣頂に国旗を掲げる。外国の礼砲に対しては、同数を答砲する。礼砲の発射間隔は毎発5秒である。
1939年（昭和14年）4月17日、ワシントンで客死した前駐米大使斎藤博の遺骨を乗せた重巡洋艦アストリア(USS Astoria, CA-34) が横浜港に来訪した際には、港内入口にて後檣に日本軍旗を掲げ、ラッパの音とともに21発の礼砲を発射。これに答える形で日本側の儀礼兼接伴艦であった木曽が21発の答砲を発射している。

### 自衛隊の礼砲
第二次世界大戦後、陸海軍を解体した日本では、しばらくの間、礼砲は行われていなかったが、1958年（昭和33年）4月1日から自衛隊が担当して行われることとなった。「自衛隊法施行規則」「自衛隊の礼式に関する訓令」により、防衛大臣が公式に招待した外国の賓客が日本に到着し及び日本を離去する場合や、防衛大臣が国際儀礼上必要があると認める場合に行われている。また昭和天皇大喪の礼、明仁天皇の即位の礼、徳仁天皇の即位の礼の際にも防衛省令等に基づき自衛隊による21発の皇礼砲が撃たれた。
国賓等や外国の賓客に対する礼砲は、陸上自衛隊の特科連隊等において臨時に礼砲中隊を編成し、東京国際空港等で実施されている。主に東部方面特科連隊（関東甲信越地方を警備区域とする東部方面隊の特科部隊）に礼砲中隊が臨時編成される。甲武装を纏い、105mm榴弾砲M2A1を使用するが、105ミリ榴弾砲は現在全て退役しているため、補給処等から一時管理替えして使用する。
即位礼正殿の儀における礼砲は、平成の例は陸上自衛隊第1特科連隊、令和の例は同連隊を縮小した第1特科隊が実施した。具体的には、皇居正殿にFO（観測斥候。ここでは部隊長が担当）を置き、万歳三唱に併せてタイミングを知らせ、FDC（射撃調整所）の中隊長号令により、北の丸公園第2駐車場に設けた射撃陣地より礼砲を実施する形をとった。
友好国の軍艦が東京湾を訪問する際、礼砲実施の申し入れがあった場合には、3門のMk 22 3インチ砲が設置されている三浦半島先端の観音崎礼砲台にて、浦賀水道通過時に礼砲が実施されている。
海上自衛隊の自衛艦が公式に外国を訪問する際にも礼砲交換が実施されることがあり、頻繁にこれを行う練習艦「かしま」は礼砲用の小型砲を常備しているほか、自衛艦は必要に応じて礼砲を設置するためのスペースを設けている場合が多い。

## 礼砲をめぐる出来事
- 1903年、大韓帝国では皇帝である高宗の就任40周年式典に礼砲を打てる軍艦がないのは恥だとして、急遽日本から商船から改装した軍艦揚武を購入。国防予算の4分の1を投入しての購入であったが機能せず、結果的に礼砲を打つことはできなかった[18]。